# 土屋秋恆
土屋 秋恆（つちや しゅうこう、1974年9月1日 - ）は、日本の水墨画家、現代美術家、ステインアーティストである。旧漢字を用いる「秋恆」は読みともに本名。

## 略歴・人物
兵庫県宝塚市出身、中学まで同市にて過ごす。幼少期に伯父が経営する温泉旅館で見た多くの水墨画や浮世絵に衝撃を受け、自由の森学園高等学校在学中に南北墨画会に入門、2年で師範になる。
21歳にして水墨画家、師範としての活動を続けながら現代芸術家 松田豊に現代アートを師事、仏師 水戸川櫻華に仏像彫刻を師事するなど多様なジャンルの芸術を学び、自身の作品に投影していく。20代後半になると水墨画の一般認知度の低さを危惧し、クラブイベントでのライブパフォーマンスやファッションブランドとのコラボレーション等、若年層にアピールするための異ジャンルコラボレートを展開。
安室奈美恵－人魚－PV内全ての作画を提供する等、ムービー、スチールを問わず多くのアーティストやファッションブランドに協力し「新しい水墨画の魅せ方」を打ち出していく。
2007年よりステインアート（Stain Art - 滲みのアート）というジャンルを立ち上げ、ステインアーティストとしても活動、今までの古典では扱わなかった新しい滲みの世界に足を踏み入れる。
自身の水墨画教室で師範として指導し、幅広い年齢層に「変わらない水墨画古典技法」の基礎を教えている。
スコッチ・ウイスキー・シーバスリーガルのプロモーションアーティストもつとめたことがある自他共に認める酒好き。
全国水墨研究会合同展　協会大賞受賞　- 2009
全国水墨研究会合同展　無監査大賞受賞　- 2019
NHK BS-Hi 長沢蘆雪特集番組に出演した際に描き上げた「蘆雪の虎」模写図を和歌山県無量寺「串本応挙芦雪館」に奉納
世田谷区松陰神社 神楽殿にて吉田松陰の幼名 寅之助にちなんだ「松下虎図」を揮毫し、奉納。現在も拝殿右手に確認することができる。

## アートユニット
土屋が所属するアートユニット。メンバーの性質上ファッション寄りのクリエーションになることが多い。ほとんどの場合土屋が墨を使って作画し、それを残りのメンバーが組み上げるという行程を踏む。
- TENKI

2003年結成。スタイリスト三田真一、ファッションデザイナースズキタカユキと共に立体や平面にとらわれない多様なシリーズエキシビジョンを展開。
- A＋SH（アッシュ）

アートディレクター梅沢篤 (Glam Beast) とのコラボレートユニット。土屋が創りだす墨のうねりを梅沢が独自の感性で切りとりスチール、ムービー等、多様なメディアで発表。